# Sodimac
Sodimac (sigla para Sociedad Distribuidora de Materiales de Construcción) é uma cadeia chilena de comércios da construção, ferramentas e melhoria do lar, pertencente a holding Falabella. Está presente no Chile, Peru, Colômbia, Argentina, Uruguai e Brasil
A Sodimac foi fundada no Chile em 1952 como uma cooperativa abastecedora de empresas de construção, se convertendo em sociedade anônima nos anos 1980. Atualmente é uma empresa da holding Falabella, que possui mais de 100 lojas em cinco países da América Latina. A empresa encontra-se em processo de expansão para novos países, como Brasil e México.

## História

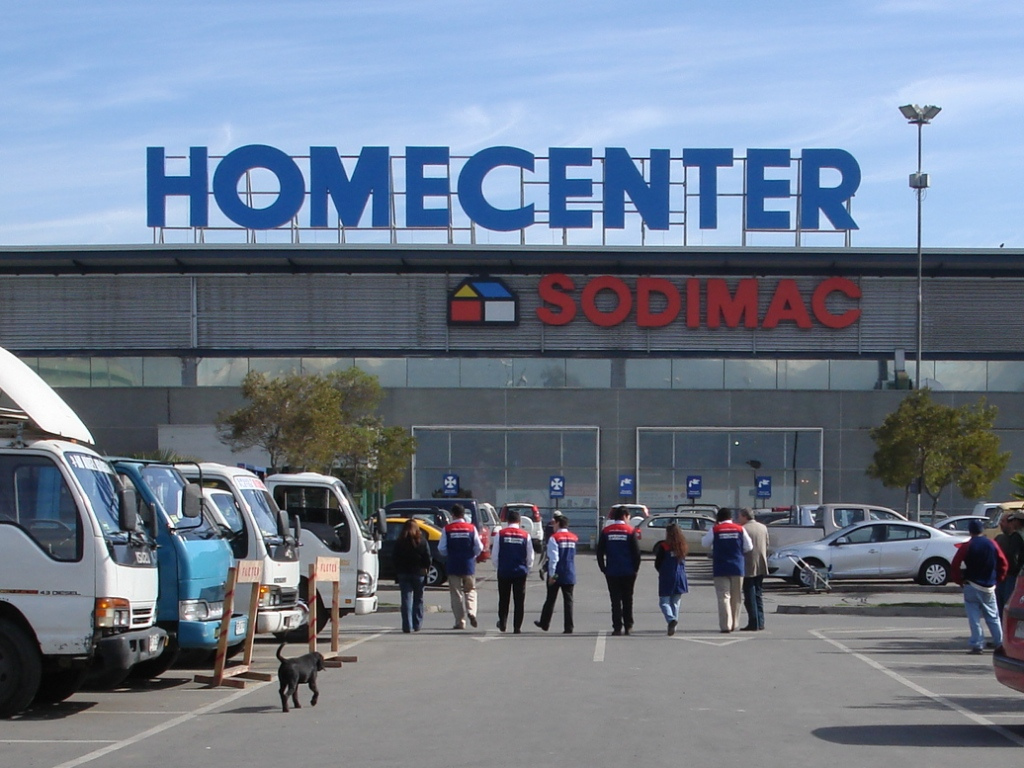
Sodimac Homecenter em Peñalolén, Santiago de Chile.

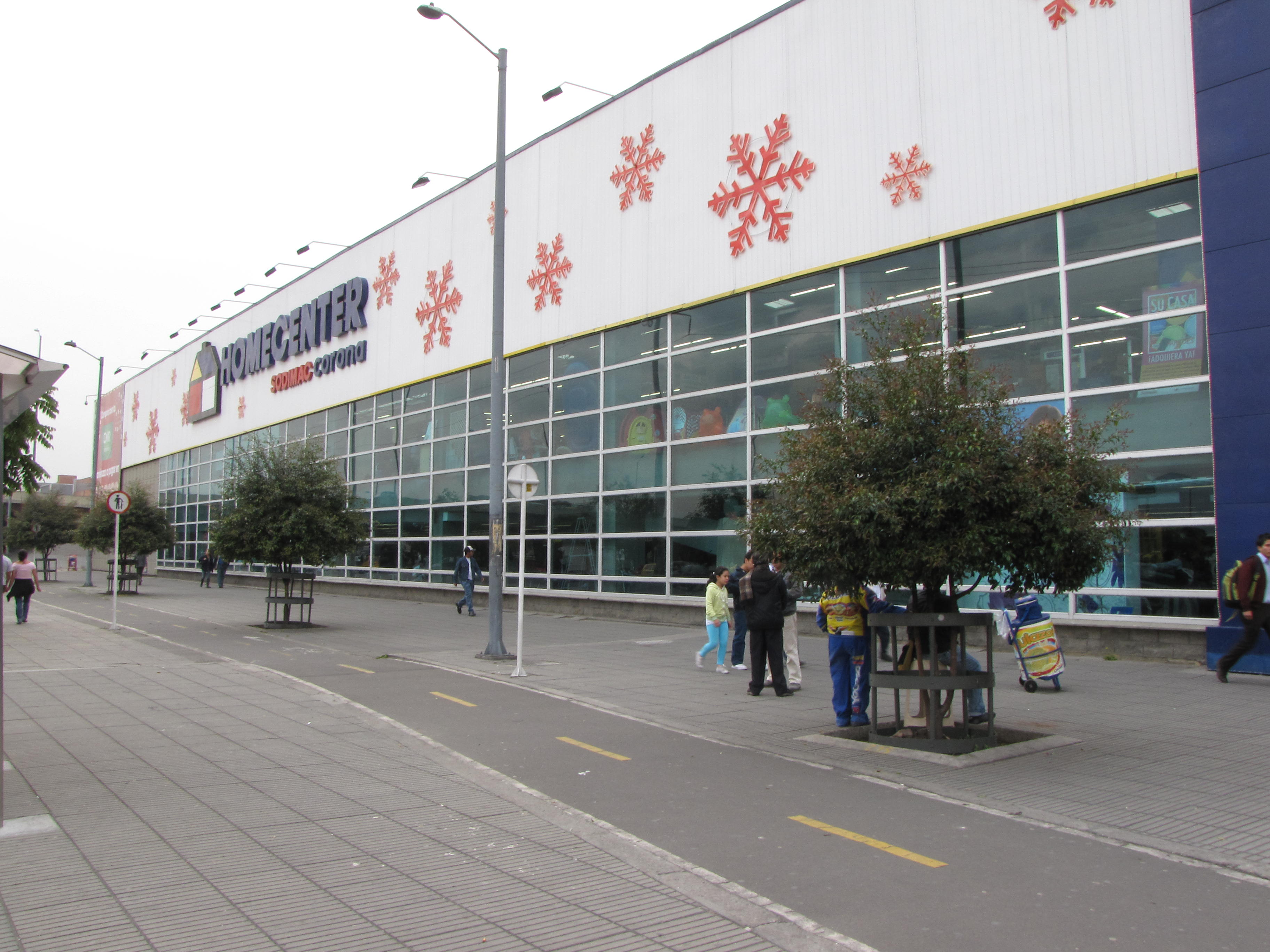
Sodimac Homecenter em Bogotá, Colômbia.

A origem do Sodimac remonta-se à década de 1940, quando um pequeno grupo de empresários da construção liderado por Walter Sommerhoff formou  a Sogeco; a recém-criada empresa abriu seu primeiro escritório como uma sociedade anônima em Valparaíso, focada principalmente em criar um sistema de distribuição eficiente para as necessidades do grêmio. Em 1952, a Sodimac foi fundada como uma cooperativa abastecedora de empresas de construção chilenas.
A recessão dos anos 1980 golpeou duramente a cooperativa, no ponto de ser declarada sua falência. Resultado de um processo de licitação, em 1982 José Luis Do Rio Rondanelli adquiriu o controle da companhia, passando a chamar Sodimac S.A. Assim a empresa iniciou uma nova etapa, que teve um de suas maiores metas em 1988, quando recolhendo experiências internacionais se introduz o formato de venda através da marca Homecenter Sodimac, destinado a satisfazer as necessidades de melhoria, reparo e decoração do lar. Foi o primeiro negócio do gênero no Chile e na América Latina.
Em 2003, foi anunciada a sua fusão com a varejista Falabella, que já tinha uma filial de construção, Home Store, somando um conjunto de 103 locais no Chile, Peru, Argentina e Colômbia, lhe permitindo uma rápida internacionalização.
No Chile e no Peru, o formato Sodimac tem sido deslocado pelos formatos Homecenter Sodimac, para artigos do lar e ferramentas, e o Sodimac Construtor, destinado para profissionais da construção.
Em setembro de 2014, a Sodimac adquiriu as ações da rede Maestro, uma de suas principais competidoras do ramo no Peru.
Em março de 2015, a Sodimac abriu as portas ao público de sua primeira loja em Uruguai. Em junho do mesmo, ano abre-se sua primeira loja na cidade de São Paulo, Brasil e em abril de 2016, foi anunciada a sua chegada ao México, juntamente com a rede local de supermercados Soriana.

## Marketing
Hágalo Usted Mismo (literalmente Faça Você Mesmo) é um programa de televisão patrocinado pela companhia e criado por Alexander Romero, em onde se ensina a realizar tarefas de construção no lar. Estreou-se em 1997 e foi transmitido no Canal 13, na TVN (no Chile) e na Caracol Televisión (em Colômbia).
Também foi emitido pelo canal de televisão por assinatura Casa Club TV. O apresentador do programa até 2007 foi Christian Reinike, que faleceu em 14 de agosto de 2007 por causa de uma trombose coronária. Atualmente, o programa não é mais transmitido pela televisão.
Assim mesmo, é publicada uma revista mensal com o mesmo nome, na qual é vendida nas lojas do Homecenter Sodimac, bem como manuais dirigidos a construtores especialistas.

## Locais
Atualmente, a Sodimac está presente a seis países sul-americanos: Chile, Peru, Colômbia, Argentina, Uruguai e Brasil. A empresa opera suas lojas através de cinco formatos: Homecenter Sodimac, Sodimac Constructor, Homy, Dicico e Maestro. A presença destes formatos pode variar de acordo com cada país.

### Chile
No Chile, existe um novo formato chamado Homy, que se encarrega de vender em exibições reais alguns produtos tais como muebles, banhos e cozinhas, entre outros.

### Colômbia
Na Colômbia, 51% da empresa pertence à Organización Corona e o 49% ao grupo Falabella. Todas as filiais colombianas do Homecenter compartilham o local com Construtor, isto é, são lojas com ambas marcas e serviços. Desde 2014, está sendo implementado o serviço Carcenter (para automóveis) em algumas filiais.

### Peru
Inclui os locais da Sodimac e Maestro, este último adquirido pela Falabella em setembro de 2014. A Sodimac Peru mantêm três formatos de lojas, cada uma delas dirigindo-se a um público diferente: Sodimac Homecenter para decoração e artigos para o lar, Sodimac Construtor para os projetos de construção e remodelagem do lar e empresa e a Maestro, especializado em ferramentas e dirigido ao mestre de obra.

### Argentina
Em 2008, inaugurou seu primeiro local em San Martín. Depois abriu em filiais em Córdoba, La Prata, San Justo, Malvinas Argentinas, Tortuguitas, Vicente López e Villa Tesei.

### Uruguai
A Sodimac do Uruguai está localizada no  Bulevar José Batlle y Ordóñez (Sayago, Montevideo) ao lado do hipermercado Devoto Hnos.
A empresa também tem um local na Avenida Engenheiro Luis Giannattasio no quilômetro 16, próximo ao Hipermercados Géant e em novembro de 2016 abriu outro local na Rota 39, esquina com Luis A. de Herrera em Maldonado.

### Brasil
No Brasil, o grupo Falabella é dono, desde 2013, do formato Sodimac Homecenter, Sodimac Dicico, Sodimac Constructor, além das lojas  Dicico, o qual opera 53 lojas no estado de São Paulo.
A Sodimac Homecenter oferece em um só lugar tudo o que o cliente precisa em produtos e serviços para melhorar e renovar seu lar, desde materiais de construção até objetos de decoração.
A Sodimac Constructor tem foco nos profissionais do setor de construção, entregando os melhores materiais com preços baixos sempre.
A Sodimac Dicico é um modelo de lojas inédito e exclusivo para o mercado brasileiro, que unifica todos os diferenciais da Sodimac e da Dicico, varejista paulista que completa 100 anos. São lojas compactas e de vizinhança, localizadas próximas aos locais onde os clientes moram ou trabalham. 